# Peucetia madagascariensis
Peucetia madagascariensis är en spindelart som först beskrevs av Vinson 1863.  Peucetia madagascariensis ingår i släktet Peucetia och familjen lospindlar. Inga underarter finns listade i Catalogue of Life.